# Neolampedusa
Neolampedusa – rodzaj chrząszczy z rodziny kózkowatych i podrodziny zgrzypikowych.

## Zasięg występowania
Przedstawiciele tego rodzaju występują w Ameryce Południowej, od Peru i Gujany Francuskiej na północy po Boliwię na południu.

## Systematyka
Do Neolampedusa należą 2 gatunki:
- Neolampedusa lateralis
- Neolampedusa obliquator